# Písková Lhota (okres Nymburk)
Písková Lhota je  obec v okrese Nymburk ve Středočeském kraji. Leží asi sedm kilometrů jižně od Nymburku a 5 km západně od města Poděbrady. Žije v ní 560 obyvatel a její katastrální území měří 643 hektarů.

## Historie
První písemná zmínka o obci pochází z roku 1553.
Ve vsi Písková Lhota (625 obyvatel) byly v roce 1932 evidovány tyto živnosti a obchody: obchod s cukrovinkami, holič, hospodářské strojní družstvo, 3 hostince, kolář, obchod s koňmi, 2 kováři, 2 krejčí, obuvník, pekař, řezník, sadař, 4 obchody se smíšeným zbožím, trafika, 2 truhláři.

## Obyvatelstvo
| Rok            | 1869 | 1880 | 1890 | 1900 | 1910 | 1921 | 1930 | 1950 | 1961 | 1970 | 1980 | 1991 | 2001 | 2011 | 2021 |
| -------------- | ---- | ---- | ---- | ---- | ---- | ---- | ---- | ---- | ---- | ---- | ---- | ---- | ---- | ---- | ---- |
| Počet obyvatel | 670  | 673  | 701  | 660  | 619  | 620  | 624  | 531  | 493  | 457  | 461  | 406  | 404  | 423  | 528  |
| Počet domů     | 102  | 113  | 117  | 125  | 139  | 151  | 160  | 170  | 152  | 145  | 141  | 167  | 175  | 187  | 213  |

## Obecní správa

### Územněsprávní začlenění
Dějiny územněsprávního začleňování zahrnují období od roku 1850 do současnosti. V chronologickém přehledu je uvedena územně administrativní příslušnost obce v roce, kdy ke změně došlo:
- 1850 země česká, kraj Jičín, politický i soudní okres Poděbrady[7]
- 1855 země česká, kraj Čáslav, soudní okres Poděbrady
- 1868 země česká, politický i soudní okres Poděbrady
- 1939 země česká, Oberlandrat Kolín, politický i soudní okres Poděbrady[8]
- 1942 země česká, Oberlandrat Hradec Králové, politický okres Nymburk, soudní okres Poděbrady[9]
- 1945 země česká, správní i soudní okres Poděbrady[10]
- 1949 Pražský kraj, okres Poděbrady[11]
- 1960 Středočeský kraj, okres Nymburk
- 2003 Středočeský kraj, okres Nymburk, obec s rozšířenou působností Poděbrady

## Doprava
Dopravní síť
- Pozemní komunikace – Obcí vede silnice II/611 Praha - Sadská - Písková Lhota - Poděbrady - Chlumec nad Cidlinou - Hradec Králové. Území obce protíná dálnice D11 s exitem 35 (Poděbrady-západ).

- Železnice – Železniční trať ani stanice na území obce nejsou.

Veřejná doprava 2025
- Autobusová doprava – V obci má zastávku linka 398 v trase Praha,Černý Most - Nádraží Horní Počernice - Nehvizdy - Mochov - Starý Vestec - Sadská - Písková Lhota - Poděbrady, žel. st. a také linka 433 v trase Nymburk, hl. nádr. - Hořátev, ZD - Písková Lhota, rozc. Hořátev - Sadská - Milčice - Pečky, žel. st.

## Další fotografie

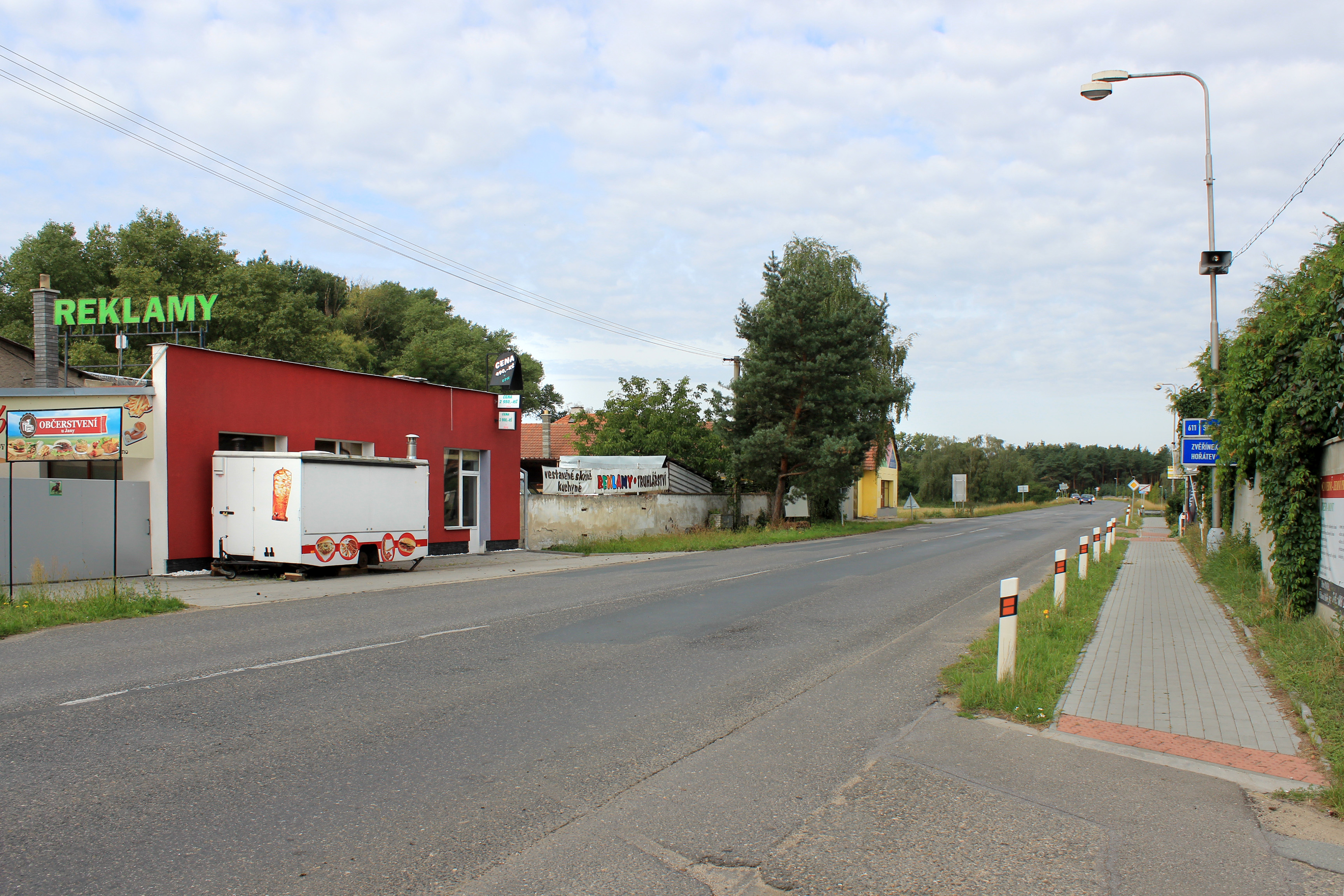
Silnice II/611
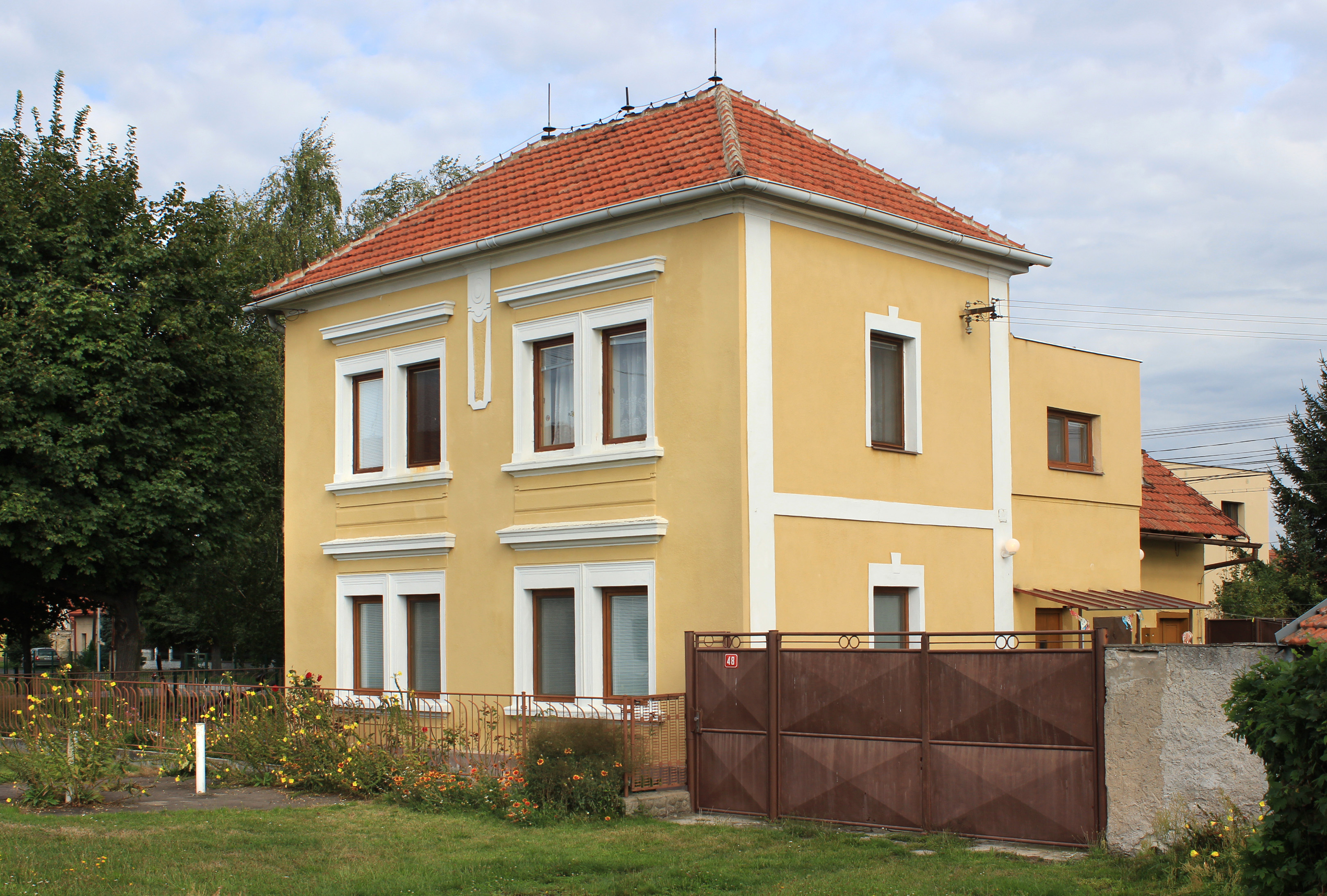
Dům čp. 48
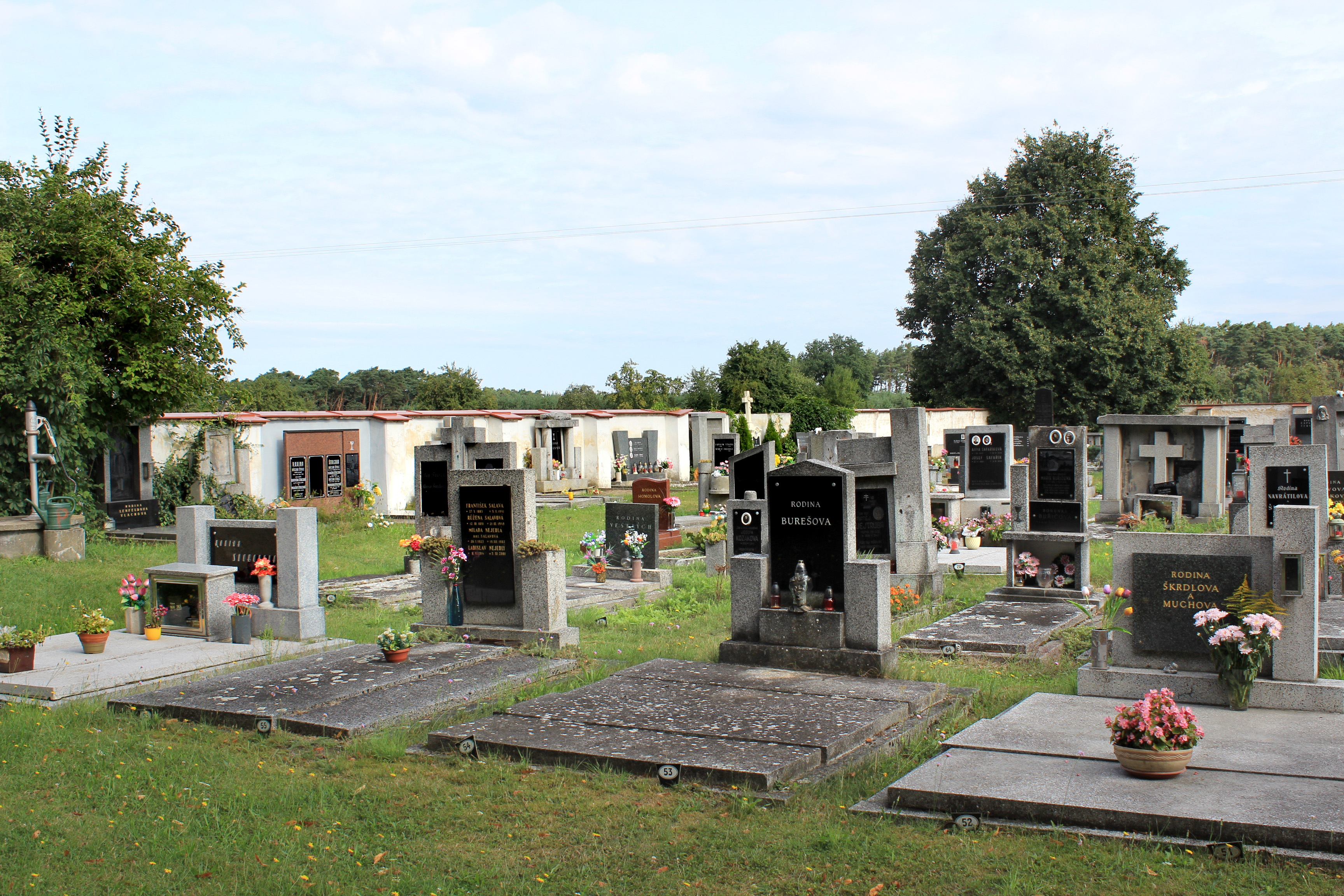
Hřbitov na západ od obce
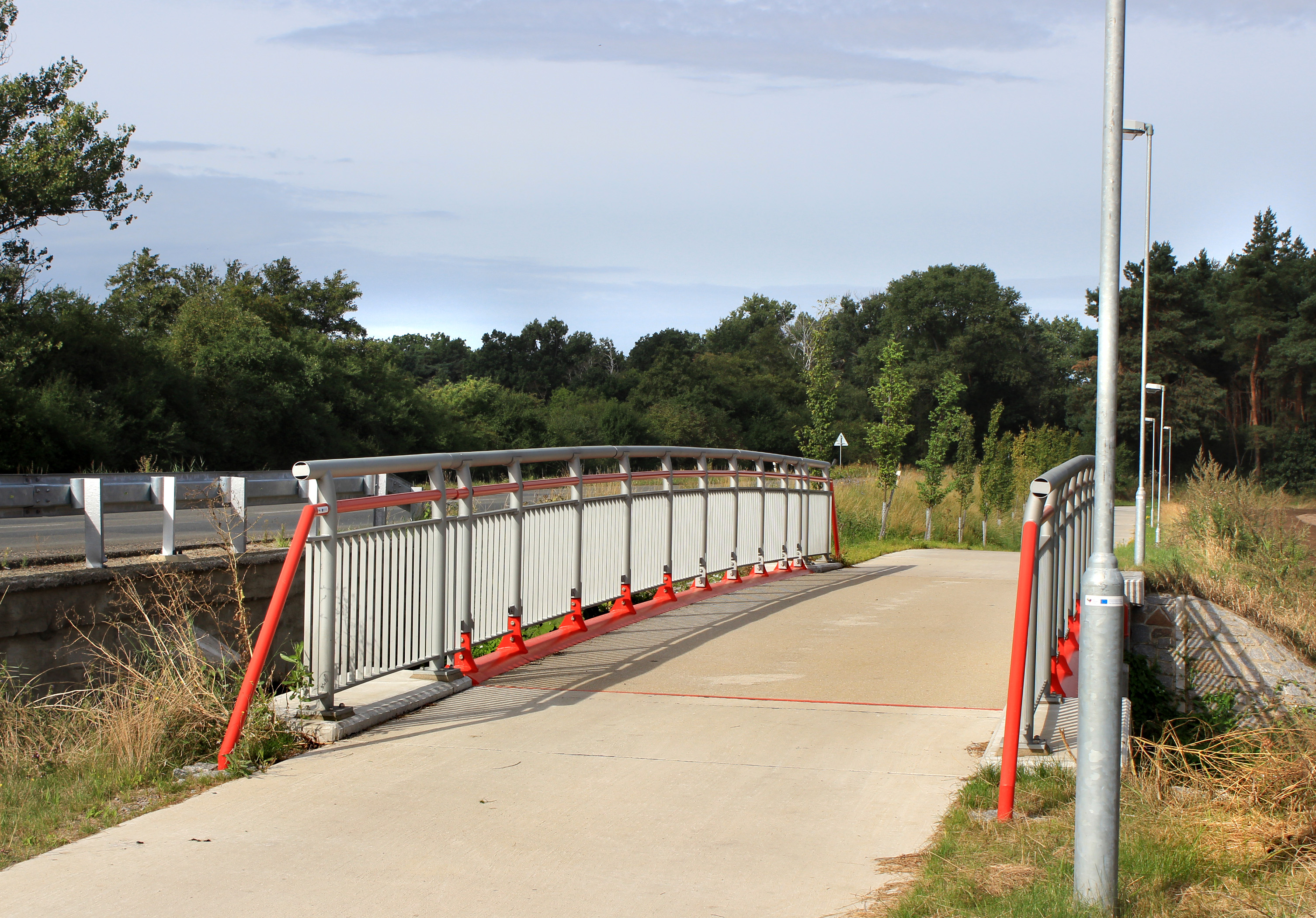
Cyklostezka směrem k Sadské
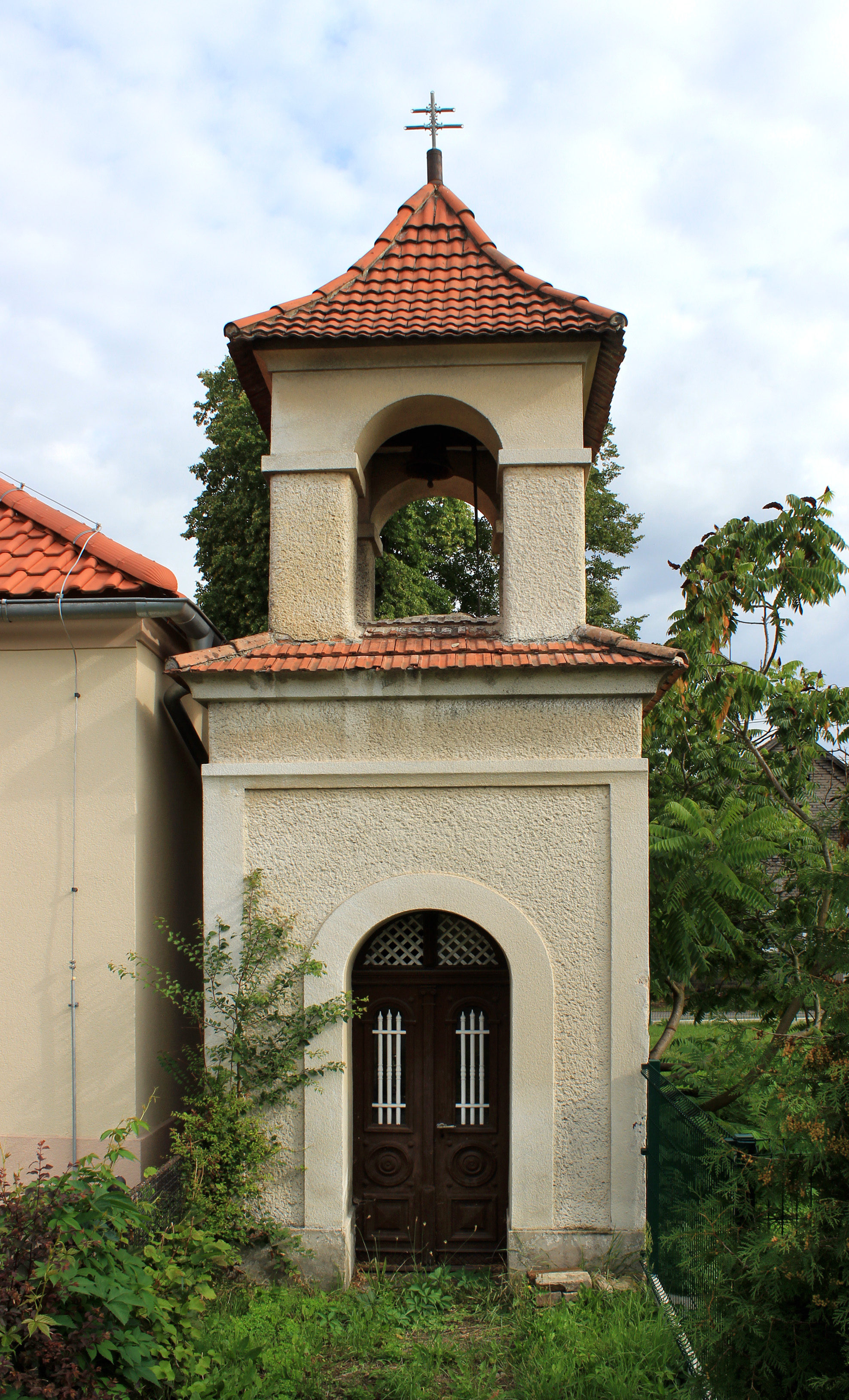
Kaplička u hlavní silnice